# Dorfkirche Klein Kienitz

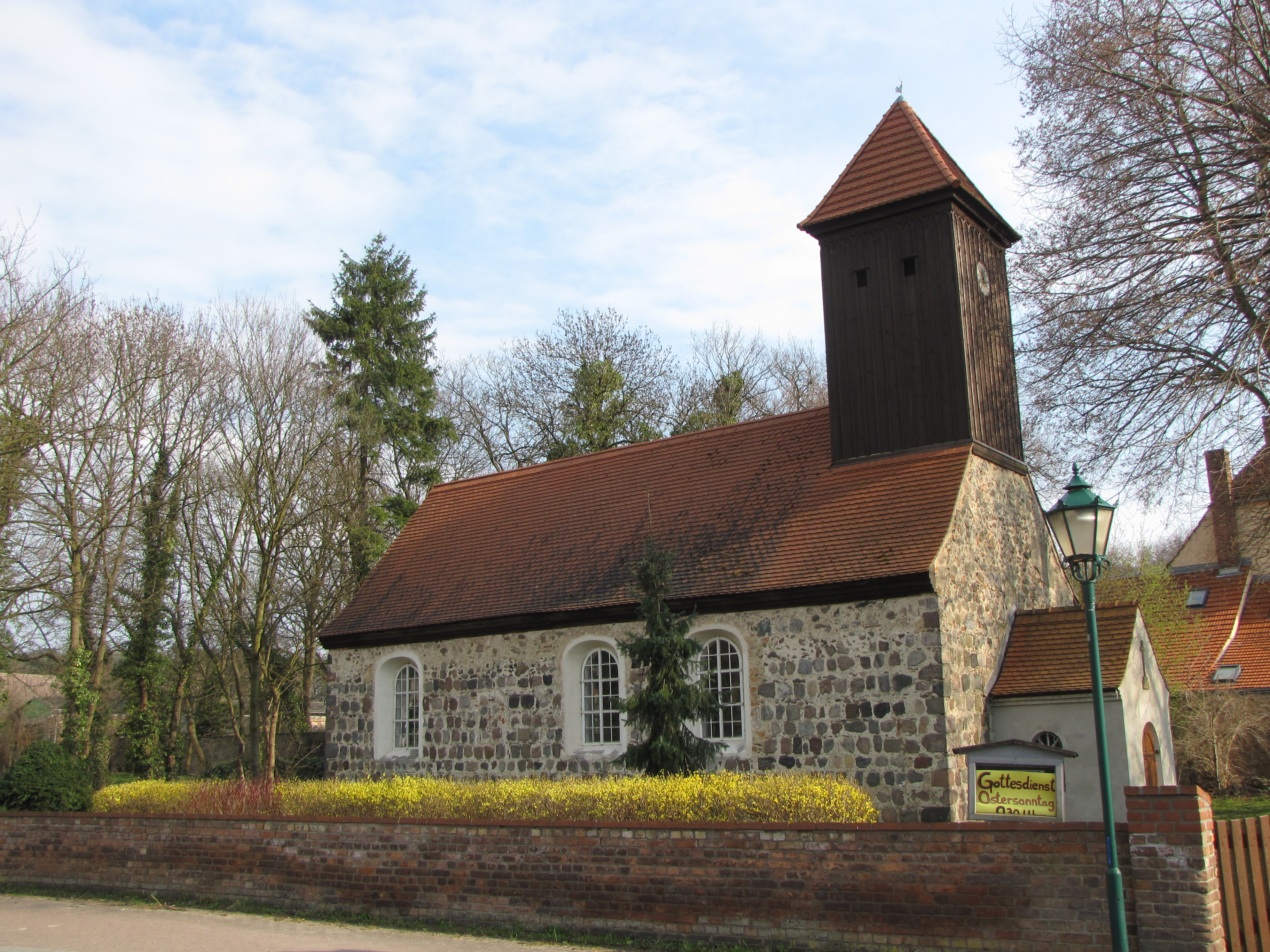
Dorfkirche in Klein Kienitz

Die evangelische Dorfkirche Klein Kienitz ist eine Saalkirche in Klein Kienitz, einem Ortsteil der Gemeinde Rangsdorf im Landkreis Teltow-Fläming in Brandenburg.

## Geschichte
Handwerker errichteten in der Zeit um 1300 einen Sakralbau mit einem rechteckigen Grundriss. 1739 ließ die Kirchengemeinde die zuvor frühgotischen, kleinen Fensteröffnungen vergrößern und stockte die Mauern um rund 40 cm auf. Außerdem entstand ein Vorbau über der Priesterpforte an der Südseite, der im 21. Jahrhundert jedoch nicht mehr vorhanden ist. Im 19. Jahrhundert bauten Handwerker eine Vorhalle an und errichteten den Westturm. Im Jahr 1997 erfolgte eine Sanierung des Dachs.

## Architektur

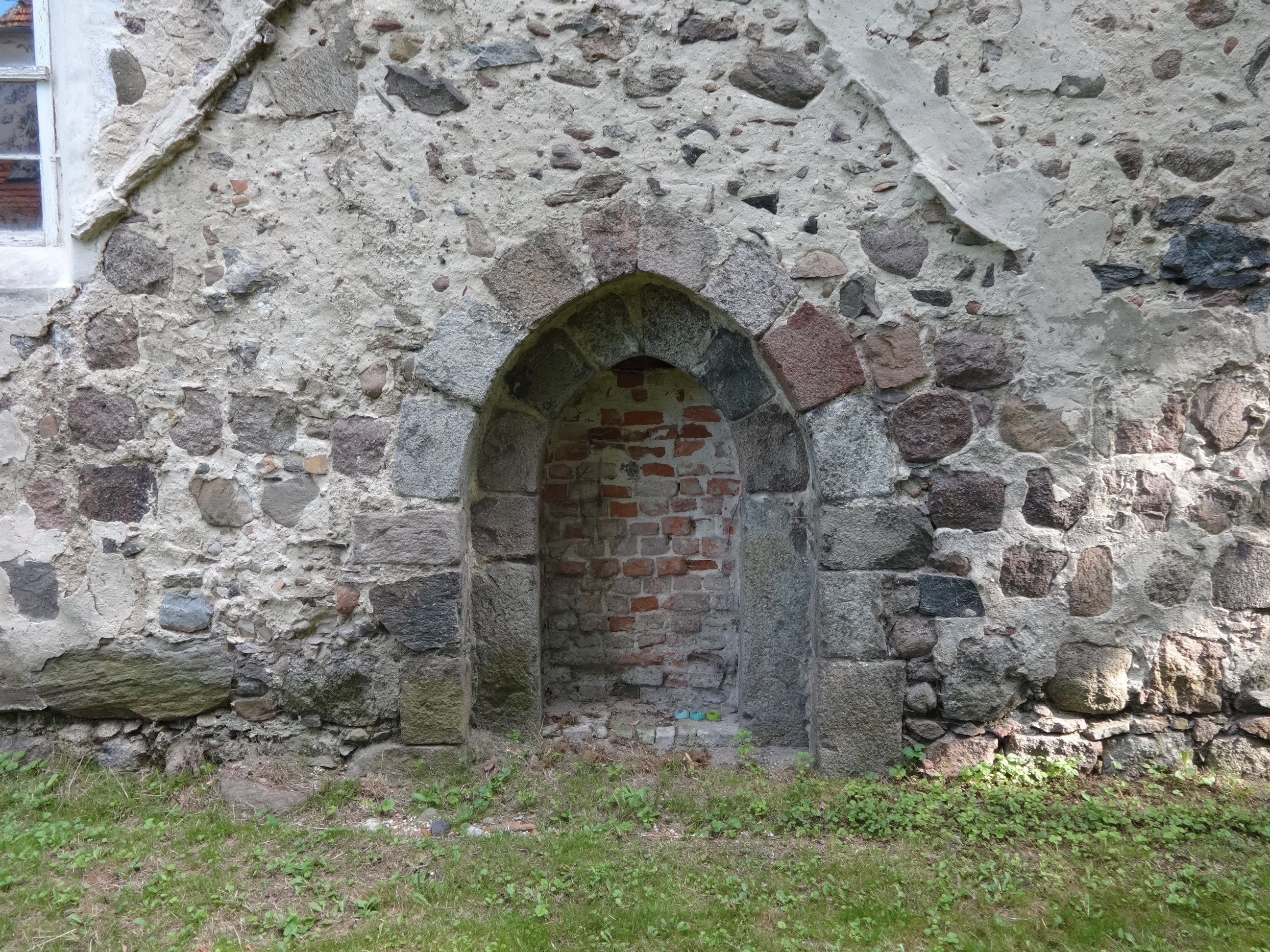
Südportal

Das frühgotische Bauwerk entstand aus Feldsteinen, die im unteren Bereich des Kirchenschiffs vergleichsweise gleichmäßig geschichtet, aber nur wenig behauen wurden. Im oberen Bereich unterhalb der Traufe verlaufen die Linien, was auf eine Aufstockung zu einer späteren Zeit zurückzuführen sein könnte. An der nördlichen und südlichen Wand des Kirchenschiffs sind drei segmentbogenförmige Fenster vorhanden, von denen zwei im westlichen Teil und ein weiteres im östlichen Teil in Richtung Chor angeordnet wurden. Die Faschen sind hell verputzt und heben die Form der Öffnungen hervor. Theo Engeser und Konstanze Stehr geben für das Kirchenschiff eine Länge von 16,73 Metern bei einer Breite von 7,72 Metern an. An der nördlichen Kirchenwand befindet sich im östlichen Bereich ein mit rötlichem Mauerstein und Granitsplittern zugesetztes Portal, dessen ursprüngliche Spitzbogenform durch ein noch vorhandenes, einfach getrepptes Gewände aus behauenen Feldsteinen gut erkennbar ist. An der darüber liegenden Wand sind die Reste eines Spitzdachs zu erkennen, was auf eine inzwischen nicht mehr vorhandene Sakristei zurückgeführt werden könnte. Dafür sprechen auch einige Ausbesserungen oberhalb dieser Mauerreste. Die östliche Kirchenwand ist mit zwei ebenfalls segmentbogenförmigen, großen Fenstern gestaltet worden. Zwischen beiden Fenstern sowie im darüber befindlichen Giebel sind Ausbesserungsarbeiten erkennbar, was darauf hindeuten könnte, dass diese Gebäudeseite ursprünglich mit einer in der Zeit der Erbauung typischen Dreifenstergruppe errichtet wurde. Die vom übrigen Baukörper zurückspringende Vorhalle entstand aus Mauerstein und ist verputzt. Ihr Grundriss ist rechteckig; an der Nord- und Südseite sind zwei rundbogenförmige Fenster. Der Zutritt erfolgt über ein hölzernes Portal an der Westseite. Dahinter befindet sich an der westlichen Wand des Kirchenschiffs das ebenfalls spitzbogenförmige Westportal aus der Bauzeit der Kirche. Der verputzte Giebel ist mit einem Kreuz aus Mauerstein verziert. Im westlichen Giebel des Kirchenschiffs sind die Steine nicht mehr geschichtet und behauen. Die Linien verlaufen in diesem Bereich völlig; Zwischenräume sind mit Ziegelbruch verfüllt.
Im Westen erhebt sich der verbretterte Dachturm. An der Nord- und Südseite sind kleine Klangarkaden, an der Westseite eine Turmuhr eingebaut. Sein Pyramidendach ist, wie auch die Satteldächer des Kirchenschiffs sowie des Vorbaus mit rotem Biberschwanz eingedeckt.

## Ausstattung
Das hölzerne Altarretabel stammt aus der zweiten Hälfte des 17. Jahrhunderts und zeigt in seiner Predella das Abendmahl Jesu. Im Hauptfeld ist die Kreuzigung Christi dargestellt, während im Aufsatz die Grablegung und Auferstehung gezeigt wird. Die Wangen und Rahmen sind mit Knorpelwerk verziert. Die Kanzel mit dem darüber angebrachten Schalldeckel stammt vermutlich aus derselben Zeit. Ihre Kassetten sind mit Bildern der Evangelisten, der Aufgang mit Bildern von Jesus Christus und Moses geschmückt. Das Kirchengestühl am Altar entstand vermutlich im 17. Jahrhundert. Ihre Brüstungsfelder sind mit Inschriften, Monogrammen und Wappenmalereien verziert. Die übrige Einrichtung wie auch die Westempore stammt aus dem 19. Jahrhundert.
Zwei Epitaphe erinnern an Georg Christian von Köppen sowie seine Frau Elisabeth Sabina, die 1715 bzw. 1712 starben. Ein Kindergrabstein erinnert an Eberhart von Köppen. Er starb 1603.